# ナシールッディーン・シャー
ナシールッディーン・シャー（Naseeruddin Shah、1950年7月20日 - ）は、インドの俳優。パラレル映画や国際市場で活動しており、世界映画で最も優秀な俳優の一人とされている。これまでに国家映画賞 主演男優賞、フィルムフェア賞 主演男優賞、ヴェネツィア国際映画祭 男優賞を受賞しており、映画界への貢献を認められパドマ・シュリー勲章、パドマ・ブーシャン勲章を授与されている。

## 生い立ち
1950年7月20日、ウッタル・プラデーシュ州バラバンキのナワーブの家に生まれた。彼の高祖父は第一次アングロ・アフガン戦争やインド大反乱で活躍してサルダナーのナワーブの称号を得たヤン＝フィシャーン・カーンであり、一族にはイクバル・アリー・シャー、アミナ・シャー、オマール・アリー＝シャー、イドリース・シャーがいる。また、兄のザミールッディーン・シャーはインド陸軍の軍人（最終階級は中将）であり、現役時代にインド陸軍参謀次長（人事・システム担当）やインド軍法会議の構成委員を務め、退役後はアリーガル・ムスリム大学の副学長を務めている。
ナシールッディーン・シャーはセント・アンセルム・シニア・セカンダリー・スクール、セント・ジョゼフ・カレッジで教育を受け、1971年にアリーガル・ムスリム大学を卒業した。卒業後はデリーに移り、国立演劇学校で演技を学んでいる。

## キャリア

### 映画
1967年に『Aman』でエキストラ出演し、その後は俳優として『Nishant』『Aakrosh』『Sparsh』『真っ赤なスパイス』『Albert Pinto Ko Gussa Kyoon Aata Hai』『ゴアの恋歌』『Bhavni Bhavai』『Junoon』『Mandi』『Mohan Joshi Hazir Ho!』『Katha』『Jaane Bhi Do Yaaro』に出演した。
1980年に出演した『Hum Paanch』をきっかけにヒンディー語映画の主要俳優として活躍するようになり、1982年には『Dil Aakhir Dil Hai』でラーキー・グルザールと共演した。1983年にはシャーのキャリアにとって重要な作品となる『Masoom』に出演し、同作は母校のセント・ジョゼフ・カレッジで撮影が行われた。1986年に出演した『Karma』でディリープ・クマールと共演し、その後は『Ijaazat』『Jalwa』『Hero Hiralal』に出演した。1988年に出演したH・R・F・キーティング原作の『ボンベイ大走査線』ではコーデ警部役を演じ、妻のラトナー・パータク・シャーと共演した。また、『Maalamaal』『Game』ではアディティヤ・パンチョリと共演している。
『Ghulami』『Tridev』『Vishwatma』などのマルチスター映画にも出演し、1994年には100本目の出演作となる『Mohra』で悪役を演じ、フィルムフェア賞 悪役賞にノミネートされた。また、同年にはT・V・チャンドランの『Ponthan Mada』でマラヤーラム語映画デビューし、マンムーティが演じる農奴と不合理な友情を育む地主役を演じた。1999年に出演した『Sarfarosh』ではアーミル・カーンと共演し、2000年にはナトラム・ゴドセの視点からガンディー暗殺事件を描いた『ヘー・ラーム』でカマル・ハーサンと共演し、マハトマ・ガンディー役を演じた。
国際市場にも進出し、2001年にミーラー・ナーイルの『モンスーン・ウェディング』に出演し、2003年にショーン・コネリーと共演した『リーグ・オブ・レジェンド/時空を超えた戦い』ではネモ船長役を演じた。同年には『マクベス』を翻案した『Maqbool』に出演し、2004年には『Asambhav』でアルジュン・ラームパール、プリヤンカー・チョープラーと共演した。2005年に『Iqbal』『The Great New Wonderful』に出演し、アカデミー国際長編映画賞インド代表作品に選出された『Paheli』では妻のラトナー・パータク・シャーと共にナレーションを務めた。2006年に『Yun Hota Toh Kya Hota』で監督デビューし、コーンコナー・セーン・シャルマー、パレーシュ・ラーワル、イルファーン・カーン、アーイシャー・ターキヤー、イマード・シャー、ラヴィ・バシュワーニーが出演している。2007年に出演したショエーブ・マンスールの『神に誓って』でパキスタン映画デビューした。2008年に出演した『A Wednesday!』ではフィルムフェア賞 主演男優賞にノミネートされた。その後、2009年に『Today's Special』、2011年に『ダーティー・ピクチャー』に出演し、2013年にはアカデミー国際長編映画賞パキスタン代表作品に選出された『Zinda Bhaag』に出演した。2016年に『The Blueberry Hunt』『Waiting』に出演している。2017年には『The Hungry』に出演し、同作は第42回トロント国際映画祭で特別招待作品として上映された。また、ヴィーナー・バクシーの『The Coffin Maker』にも出演したが、同作は劇場公開されず個人観賞用として保管されている。

### 映画以外の活動

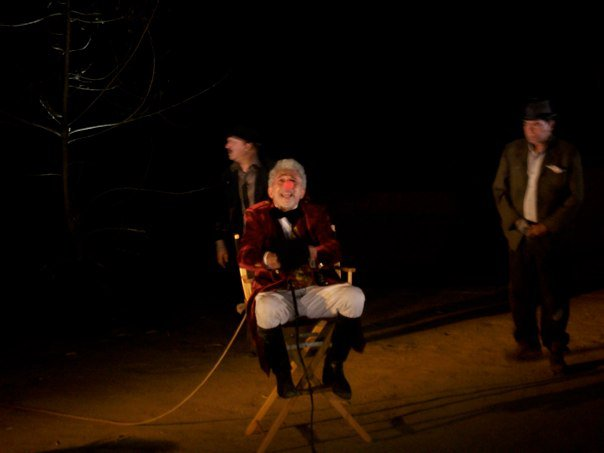
『ゴドーを待ちながら』公演中のナシールッディーン・シャー（2009年）

1977年にトム・アルター、ベンジャミン・ギラニと共同で劇団「モトニー・プロダクション」を立ち上げた。最初の舞台作はサミュエル・ベケットの『ゴドーを待ちながら』で、1979年7月29日にプリトヴィ劇場で上演された。1988年にはガーリブの半生を描いたテレビシリーズ『Mirza Ghalib』でガーリブ役を演じ、1989年にはジャワハルラール・ネルーの著作『インドの発見』を原作とした『Bharat Ek Khoj』ではシヴァージー役を演じている。また、1990年代には『Turning Point』の司会者も務めた。また、児童向けオーディオブック『Karadi Tales』のナレーションも務めている。
自伝の執筆に関心を持ち、10年間かけて100ページほどの内容を執筆している。シャーは未完成の自伝を友人の歴史家ラーマチャンドラ・グハーに見せたところ、自伝を完成させて出版社に持ち込むように勧められた。完成した自伝は2014年に『And Then One Day』のタイトルで、ハミシュ・ハミルトン社から出版された。

## 私生活
ナシールッディーン・シャーは19-20歳の時にスレーカ・シークリーの妹で女優のマナラ・シークリー（芸名：パルヴィーン・ムラード）と結婚したが、彼女が15歳年上で離婚歴があり子供もいたことから両親は結婚に反対した。2人の間には娘ヒーバが生まれたものの、間もなく結婚生活は破綻して別居生活が始まった。1970年代にディナ・パータクの娘ラトナー・パータクと出会い恋愛関係に発展し、後に『真っ赤なスパイス』『ボンベイ大走査線』などで共演した。この間に2人は同棲しており、シャーはマナラと離婚するためにマフルの準備を進めていた。1982年に2人は結婚し、同じ年にマナラが死去している。ラトナーとの間には2人の息子（イマード・シャー、ヴィヴァーン・シャー）が生まれ、シャー夫妻はヒーバを含めた子供たちと共にムンバイで暮らしている。ヒーバ、イマード、ヴィヴァーンは共に俳優としてヒンディー語映画で活動している。

## フィルモグラフィー

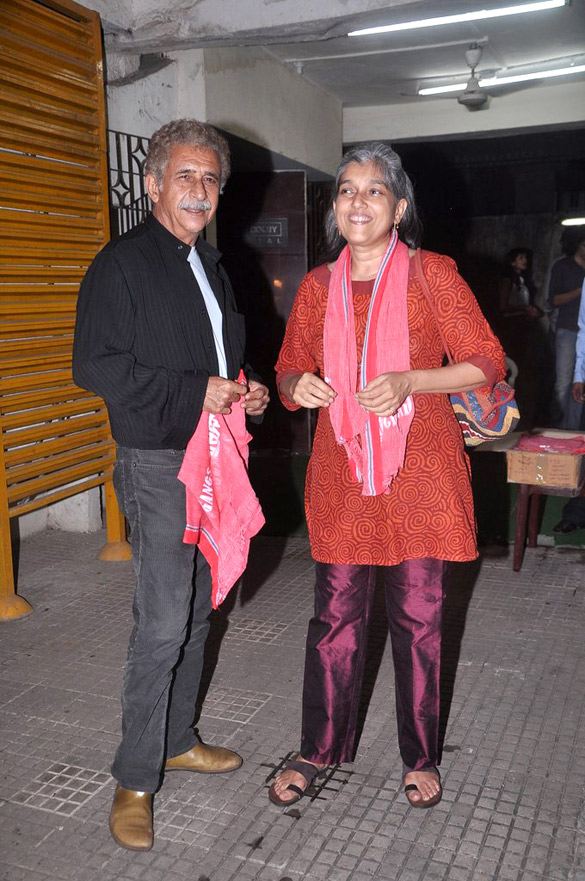
ナシールッディーン・シャー、ラトナー・パータク・シャー夫妻（2012年）

- ミュージカル女優（英語版）（1977年）
- 踊り子（英語版）（1981年）
- 渡河（英語版）（1984年）
- ゴアの恋歌（英語版）（1985年）
- 青春の終着点（英語版）（1987年）
- 真っ赤なスパイス（英語版）（1987年）
- ボンベイ大走査線（英語版）（1988年）
- ヘー・ラーム（2000年）
- モンスーン・ウェディング（2001年）
- リーグ・オブ・レジェンド/時空を超えた戦い（2003年）
- クリッシュ 仮面のヒーロー（英語版）（2006年）
- 神に誓って（英語版）（2007年）
- イエローブーツの娘（英語版）（2011年）
- 人生は二度とない（2011年）
- ダーティー・ピクチャー（英語版）（2011年）
- クリッシュ（英語版）（2013年）
- ファニーを探して（2014年）

## 受賞歴
| 年                                 | 部門                                 | 作品名                        | 結果       |      |
| 栄典                               | 栄典                                 | 栄典                          | 栄典       | 栄典 |
| ---------------------------------- | ------------------------------------ | ----------------------------- | ---------- | ---- |
| 1987年                             | パドマ・シュリー勲章                 | N/A                           | 受賞       |      |
| 1999年                             | キショール・クマール賞               | N/A                           | 受賞       |      |
| 2003年                             | パドマ・ブーシャン勲章               | N/A                           | 受賞       |      |
| 2016年                             | ヤシュ・バーラティ賞                 | N/A                           | 受賞       |      |
| 国家映画賞                         |                                      |                               |            |      |
| 1980年                             | 主演男優賞                           | 『Sparsh』                    | 受賞       |      |
| 1985年                             | 主演男優賞                           | 『渡河』                      | 受賞       |      |
| 2007年                             | 助演男優賞                           | 『Iqbal』                     | 受賞       |      |
| フィルムフェア賞                   |                                      |                               |            |      |
| 1980年                             | 助演男優賞                           | 『Junoon』                    | ノミネート |      |
| 1981年                             | 主演男優賞                           | 『Aakrosh』                   | 受賞       |      |
| 1982年                             | 主演男優賞                           | 『Chakra』                    | 受賞       |      |
| 1983年                             | 主演男優賞                           | 『Bazaar』                    | ノミネート |      |
| 1984年                             | 主演男優賞                           | 『Masoom』                    | 受賞       |      |
| 1984年                             | 助演男優賞                           | 『Katha』                     | ノミネート |      |
| 1984年                             | 助演男優賞                           | 『Mandi』                     | ノミネート |      |
| 1985年                             | 主演男優賞                           | 『Sparsh』                    | ノミネート |      |
| 1994年                             | 助演男優賞                           | 『Sir』                       | ノミネート |      |
| 1995年                             | 悪役賞                               | 『Mohra』                     | ノミネート |      |
| 1996年                             | 助演男優賞                           | 『Naajayaz』                  | ノミネート |      |
| 1997年                             | 悪役賞                               | 『Chaahat』                   | ノミネート |      |
| 1999年                             | 助演男優賞                           | 『China Gate』                | ノミネート |      |
| 2000年                             | 悪役賞                               | 『Sarfarosh』                 | ノミネート |      |
| 2006年                             | 助演男優賞                           | 『Iqbal』                     | ノミネート |      |
| 2007年                             | 悪役賞                               | 『クリッシュ 仮面のヒーロー』 | ノミネート |      |
| 2009年                             | 主演男優賞                           | 『A Wednesday!』              | ノミネート |      |
| 2012年                             | 助演男優賞                           | 『ダーティー・ピクチャー』    | ノミネート |      |
| フィルムフェアOTT賞                |                                      |                               | ノミネート |      |
| 2021年                             | ドラマシリーズ部門助演男優賞         | 『Bandish Bandits』           | ノミネート |      |
| 2021年                             | ウェブ・オリジナル映画部門主演男優賞 | 『Mee Raqsam』                | ノミネート |      |
| 国際インド映画アカデミー賞         |                                      |                               |            |      |
| 2000年                             | 悪役賞                               | 『Sarfarosh』                 | 受賞       |      |
| 2006年                             | 助演男優賞                           | 『Iqbal』                     | ノミネート |      |
| 2009年                             | 主演男優賞                           | 『A Wednesday!』              | ノミネート |      |
| 2011年                             | 悪役賞                               | 『Allah Ke Banday』           | ノミネート |      |
| 2012年                             | 助演男優賞                           | 『ダーティー・ピクチャー』    | ノミネート |      |
| 2012年                             | 悪役賞                               | 『ダーティー・ピクチャー』    | ノミネート |      |
| 2015年                             | 助演男優賞                           | 『ファニーを探して』          | ノミネート |      |
| ジー・シネ・アワード               |                                      |                               |            |      |
| 2004年                             | 助演男優賞                           | 『3 Deewarein』               | ノミネート |      |
| 2006年                             | 助演男優賞                           | 『Iqbal』                     | ノミネート |      |
| スター・スクリーン・アワード       |                                      |                               |            |      |
| 2006年                             | 助演男優賞                           | 『Iqbal』                     | 受賞       |      |
| ベンガル映画ジャーナリスト協会賞   |                                      |                               |            |      |
| 1986年                             | ヒンディー語映画部門主演男優賞       | 『渡河』                      | 受賞       |      |
| 2006年                             | ヒンディー語映画部門助演男優賞       | 『Iqbal』                     | 受賞       |      |
| ヴェネツィア国際映画祭             |                                      |                               |            |      |
| 1984年                             | 男優賞                               | 『渡河』                      | 受賞       |      |
| アジア太平洋映画賞                 |                                      |                               |            |      |
| 2009年                             | 男優賞                               | 『A Wednesday!』              | ノミネート |      |
| サンギータ・ナータク・アカデミー賞 |                                      |                               |            |      |
| 1990年                             | ヒンディー語・ウルドゥー語演劇部門   | N/A                           | 受賞       |      |